# Abu 'Ubaida
Abu ’Ubaida o Ubayda (Ma’mar ibn ul-Muthanna; Basora, 728 - Basora, 825) fue un erudito musulmán. 
Nació en Basora, fue un mawla (“cliente”) de una familia de la tribu árabe Quraish, y "fue dicho, con dudosa autoridad que había sido judío." En su juventud, fue pupilo de Abu 'Amr ibn al-'Ala, y en 803 fue llamado a Bagdad por el califa Harún al-Rashid. Murió en Basora.
Fue uno de los eruditos con mayores conocimientos y autoridad de su tiempo en todas las materias pertenecientes al idioma árabe, antigüedades e historias, y es citado constantemente por autores posteriores y por compiladores. Al-Jahiz lo mencionaba como el erudito más sabio en todas las áreas del conocimiento humano, e Ibn Hisham aceptaba su interpretación incluso en pasajes del Corán. Los títulos de 105 de sus libros son mencionados en el  Fihrist de Ibn al-Nadim, y su Libro de los días es la base para partes de la historia de Ibn al-Athir y del Libro de canciones (Kitab al-Aghani), de Abu'l-Faraj al-Isfahani, pero nada de esto llega a nuestros días (excepto una canción) de una forma independiente.